# Rhinoptilus
Rhinoptilus – rodzaj ptaków z rodziny żwirowcowatych (Glareolidae).

## Zasięg występowania
Rodzaj obejmuje gatunki występujące w Afryce i w Indiach.

## Morfologia
Długość ciała 20–29 cm, rozpiętość skrzydeł do 58 cm; masa ciała 69–220 g.

## Systematyka

### Etymologia
- Macrotarsius: gr. μακρος makros „długi”; nowołac. tarsus „goleń, noga”, od gr. ταρσος tarsos „podeszwa stopy”[8].
- Rhinoptilus: gr. ῥις rhis, ῥινος rhinos „nozdrza”; πτιλον ptilon „pióro”[9]. Nowa nazwa dla Macrotarsius Blyth, 1848.
- Chalcopterus: epitet gatunkowy Cursorius chalcopterus Temminck, 1824; gr. χαλκοπτερος khalkopteros „ze skrzydłami o metalicznym odcieniu, brązowoskrzydły”, od χαλκος khalkos „brąz, miedź”; -πτερος -pteros „-skrzydły”, od πτερον pteron „skrzydło”[10]. Gatunek typowy: Cursorius chalcopterus Temminck, 1824.
- Hemerodromus: gr. ἡμεροδρομος hēmerodromos „długodystansowy biegacz, kurier”, od ἡμερα hēmera „dzień”; δρομος dromos „bieganie”, od τρεχω trekhō „biegać”[11]. Gatunek typowy: Hemerodromus cinctus von Heuglin, 1863.
- Smutsornis: marszałek polny Jan Christiaan Smuts (1870–1950), południowoafrykański polityk, pisarz, filozof, premier w latach 1919–1924 i 1939–1948; gr. ορνις ornis, ορνιθος ornithos „ptak”[12]. Gatunek typowy: Cursorius africanus Temminck, 1807.

### Podział systematyczny
Takson o niejasnym pokrewieństwie w stosunku do innych taksonów z rodziny Glareolidae. Do rodzaju należą następujące gatunki:
- Rhinoptilus africanus (Temminck, 1807) – nocobieg dwuobrożny
- Rhinoptilus cinctus (von Heuglin, 1863) – nocobieg ozdobny
- Rhinoptilus chalcopterus (Temminck, 1824) – nocobieg czerwononogi
- Rhinoptilus bitorquatus (Blyth, 1848) – nocobieg rdzawogardły